# Shuihudis bambutext
Shuihudis bambutext (睡虎地秦简; Shuìhǔdì Qín jiǎn) är en historisk kinesisk text skriven på avlånga smala bambustycken.
En stor mängd bambustycken med text grävdes 1975 ut från grav nummer 11 vid Shuihudi (睡虎地) i Hubei. Graven är daterad till 217 f.Kr. dvs fyra år efter att Qin Shi Huangdi hade enat Kina under Qindynastin (221–206 f.Kr.). Texten innehåller detaljerad lagtext. Vissa delar av texten i Shuihudis bambutext har även återfunnits i andra historiska texter och det är troligt att det är citat från böcker som var aktuella vid den tiden.
Shuihudis bambutext har visat att lagarna under Qindynastin inte var så extremt brutala som de traditionellt beskrivs. Det finns utförliga föreskrifter som beskriver hur domstolarna skulle döma rättvist i brottmål. Dock var lagarna hårda med dagens referensramar. Shuihudis bambutext har också gett mycket bidrag till forskningen om valutasystemet i Qindynastin. Utöver mynt fanns även textilpengar, bu (av siden och hampa) som representerade 11 qian, vilket förklarar varför penningmängder ofta är multipel av 11 i historiska texter. Lagen föreskrev exempelvis att den som begår ekonomisk brottslighet till ett värdet mellan 22 och 660 qian ska straffas med böter av en sköld.